# Estación de Leganés Central
Leganés Central es una estación de la línea 12 del Metro de Madrid situada en el municipio de Leganés.
Ofrece una conexión con la estación de Leganés, enlazando con la línea C-5 y los servicios de Media Distancia de la estación, situada por encima de las vías de la estación de metro formando un intercambiador de transporte entre autobuses, cercanías y metro.

## Historia
En 2001 empezó la construcción de Metrosur, que contemplaba un enlace con la red de cercanías en Leganés, de manera que se construyó entre pantallas una estación subterránea que conectase con la de ferrocarril de superficie. Esta estación de metro abrió al público el 11 de abril de 2003.

## Accesos
Vestíbulo Leganés Central
- Avenida del Cobre Avda. del Cobre, templete
- Renfe Abierto de 6:00 a 0:30 Límites Metro/Renfe en nivel -1
- Ascensor Avda. del Cobre (fuera del templete)

## Líneas y conexiones

### Metro
| << cabecera | < estación            | línea | estación >  | cabecera >> |
| ----------- | --------------------- | ----- | ----------- | ----------- |
| circular    | Hospital Severo Ochoa |       | San Nicasio | circular    |

### Cercanías
| procedencia/destino                                                                         | < estación        | línea | estación >   | destino/procedencia |
| ------------------------------------------------------------------------------------------- | ----------------- | ----- | ------------ | ------------------- |
| Humanes FuenlabradaH                                                                        | Parque Polvoranca |       | Zarzaquemada | Móstoles - El Soto  |
| H La mitad de los trenes llegan hasta Fuenlabrada e inician su recorrido en dicha estación. |                   |       |              |                     |

### Autobuses
| Diurnos                                                  |                                |                                       |                           |
| Autobuses con cabecera en la estación de Leganés Central |                                |                                       |                           |
| Línea                                                    | Destino                        | Parada                                | Operador                  |
| 480                                                      | Madrid (Plaza Elíptica)        | 07880 Santa Rosa-Est. Leganés Central | Empresa Martín            |
| 484                                                      | Madrid (Oporto)                | 07880 Santa Rosa-Est. Leganés Central | Empresa Martín            |
| Autobuses pasantes en la estación de Leganés Central     |                                |                                       |                           |
| Línea                                                    | Destino                        | Parada                                | Operador                  |
| 432                                                      | Madrid (Villaverde Bajo-Cruce) | 07878 Santa Teresa-Estación           | Avanza Movilidad Integral |
| 485                                                      | Madrid (Aluche)                | 07878 Santa Teresa-Estación           | Empresa Martín            |
| 486                                                      | Madrid (Oporto)                | 07878 Santa Teresa-Estación           | Empresa Martín            |
| 432                                                      | Leganés (Montepinos)           | 07879 Santa Teresa-Estación           | Avanza Movilidad Integral |
| 485                                                      | Leganés (Norte-Montepinos)     | 07879 Santa Teresa-Estación           | Empresa Martín            |
| 486                                                      | Leganés (Valdepelayo)          | 07879 Santa Teresa-Estación           | Empresa Martín            |
| 482                                                      | Leganés (Arroyo Culebro)       | 12443 Cobre-Pabellón Olímpia          | Empresa Martín            |
| 482                                                      | Madrid (Aluche)                | 12444 Cobre-Pabellón Olímpia          | Empresa Martín            |